# Regió Amecameca

Regió Amecameca à Estat de Mèxic

La regió Amecameca és una de les 16 regions de l'Estat de Mèxic. Està situada a l'est d'Estat de Mèxic.

## Municipis de la regió
- Amecameca
- Atlautla
- Ayapango
- Chalco
- Cocotitlán
- Ecatzingo
- Juchitepec
- Temamatla
- Tenango del Aire
- Tepetlixpa
- Tlalmanalco
- Valle de Chalco Solidaridad
- Ozumba